# Inucu, Cluj
Inucu (în maghiară Inaktelke) este un sat în comuna Aghireșu din județul Cluj, Transilvania, România.

## Date geografice
Altitudinea medie: 520 m.

## Istoric
Satul a aparținut în trecut domeniului funciar al familiei Gyeröffy din Dumbrava.

## Lăcașuri de cult
- În Biserica reformată-calvină se află un baptisteriu din secolul al XV-lea. Cupola amvonului este opera maeștrilor sași clujeni Johann și Lorenz Umling cel Tânar (1783).

## Galerie de imagini

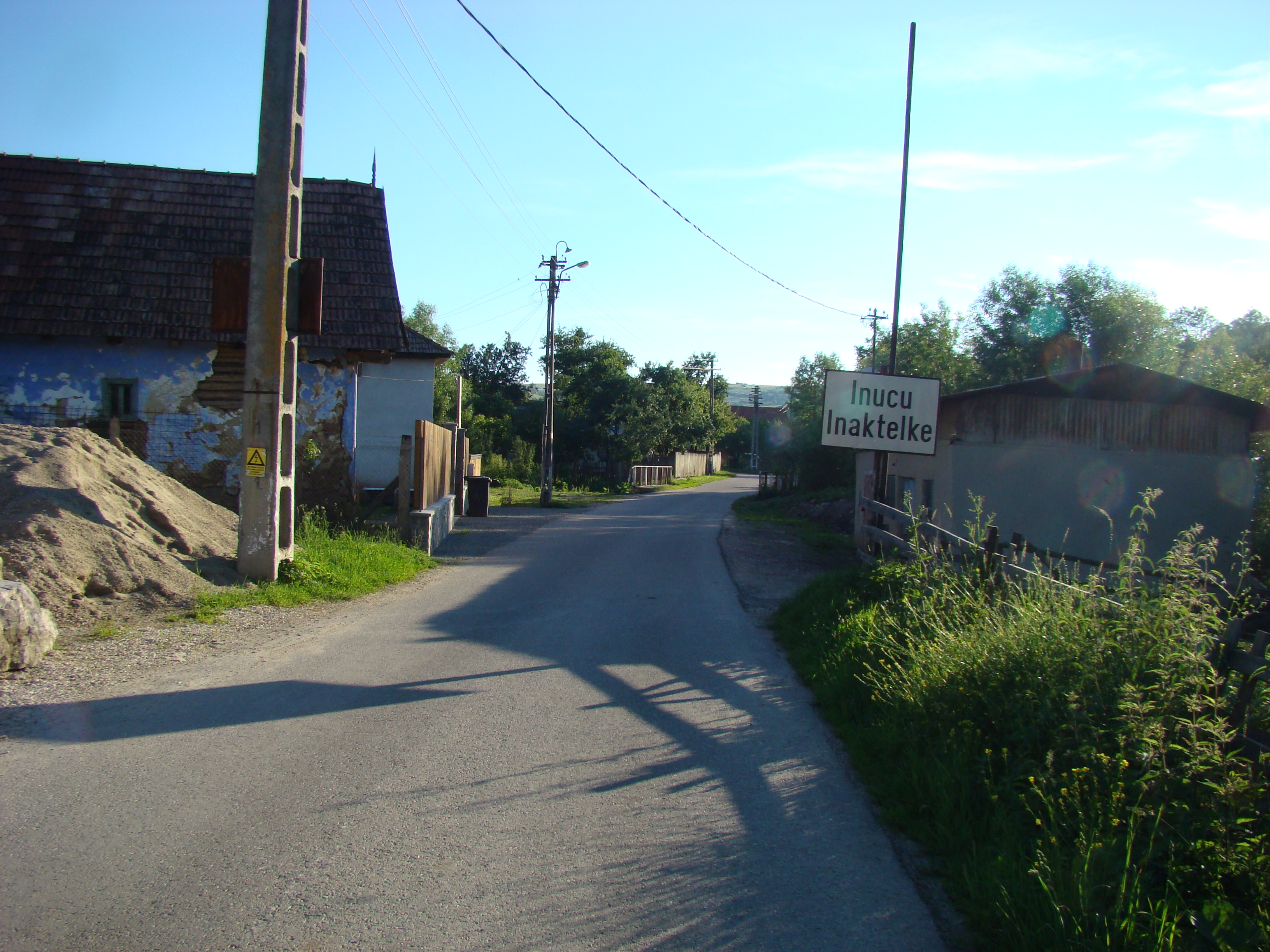
Intrarea în localitate
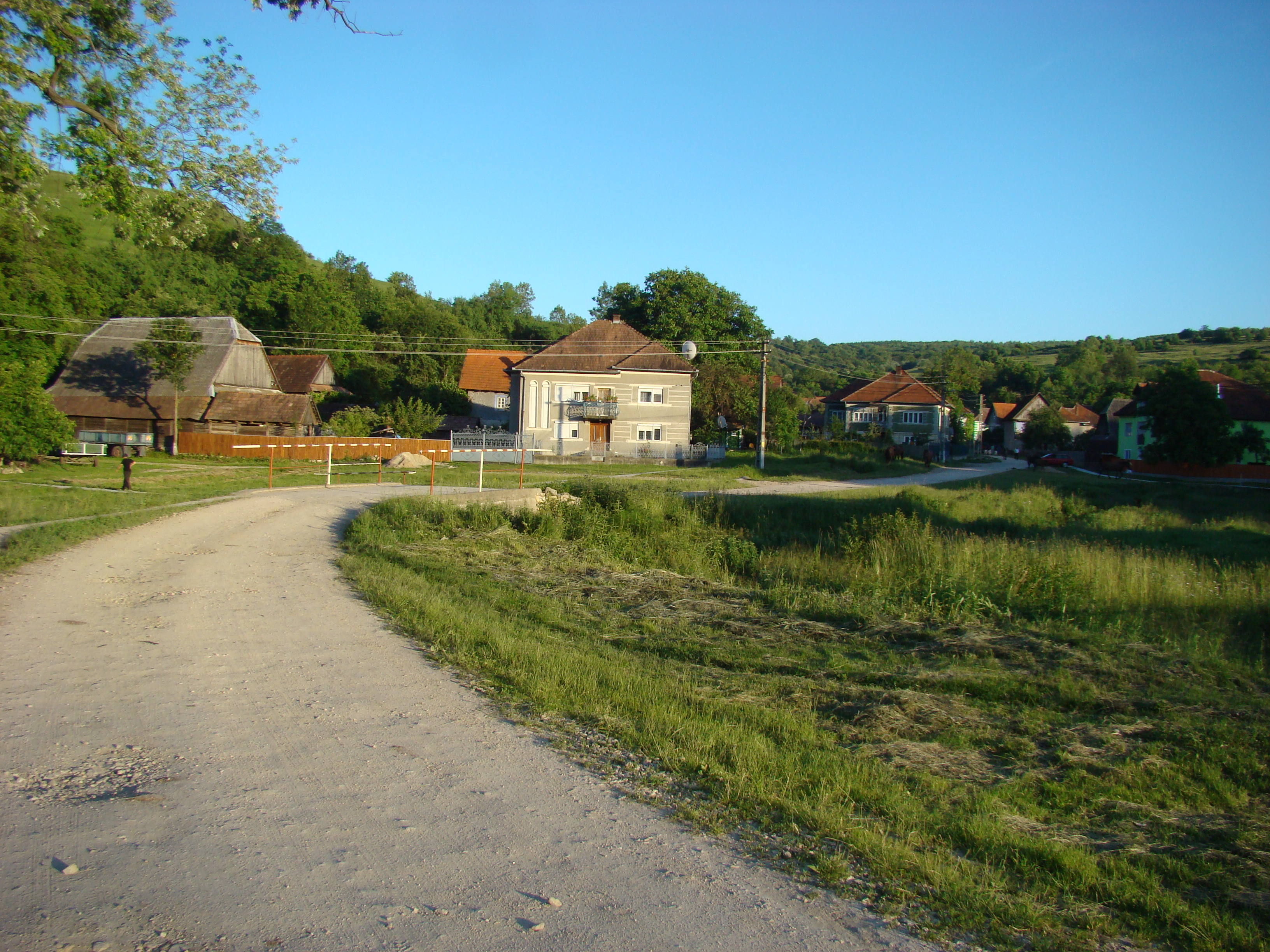
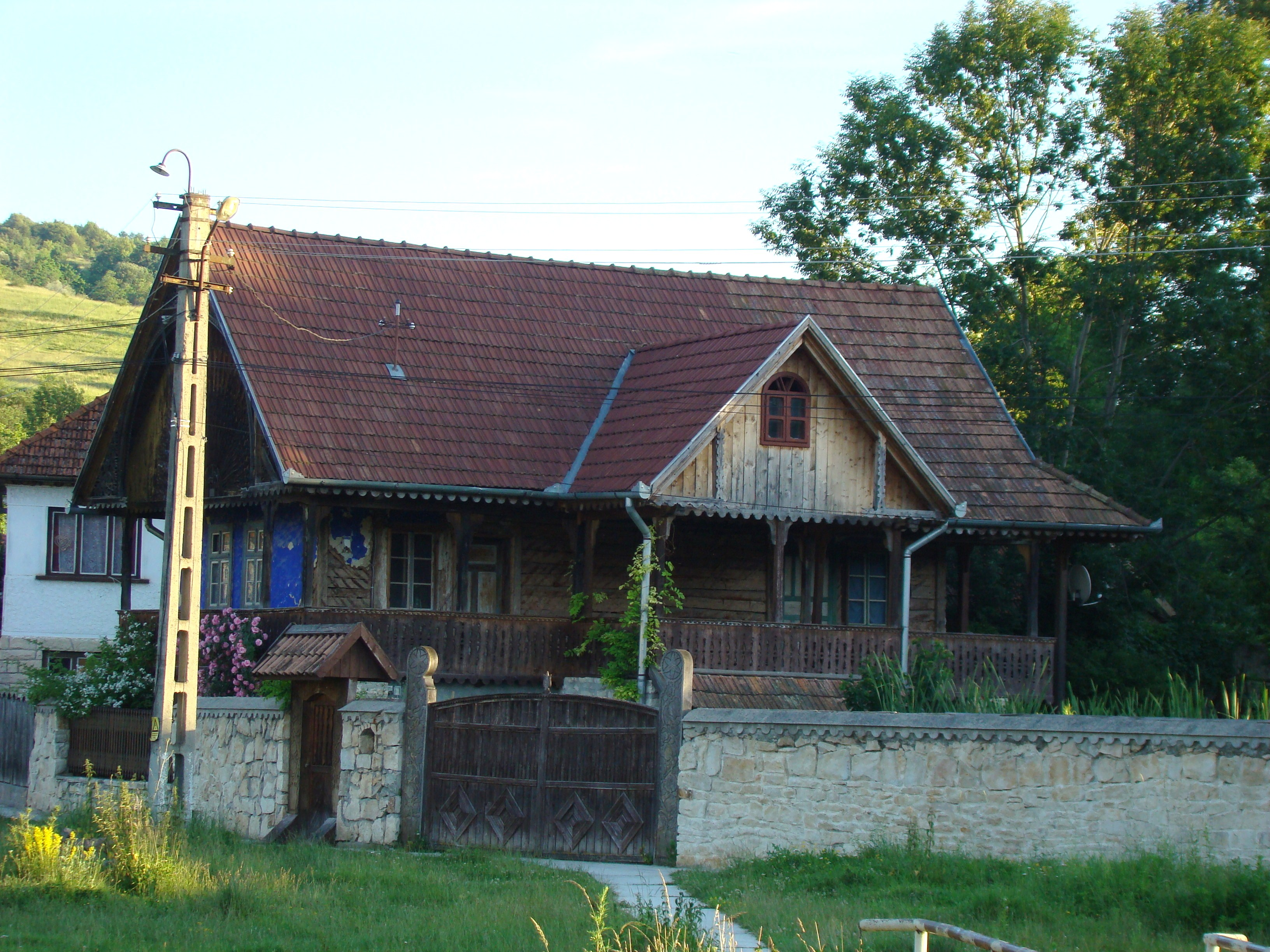
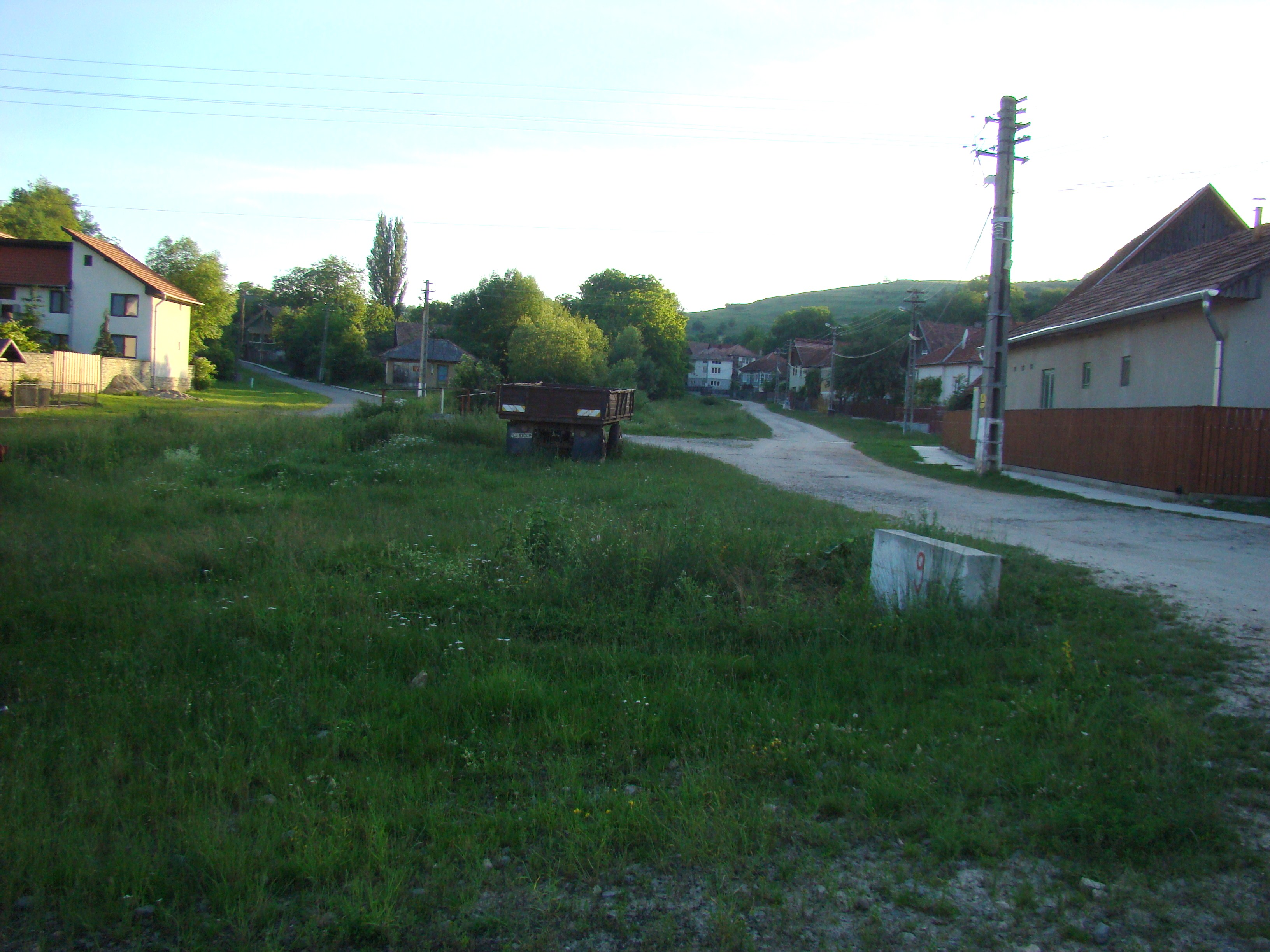
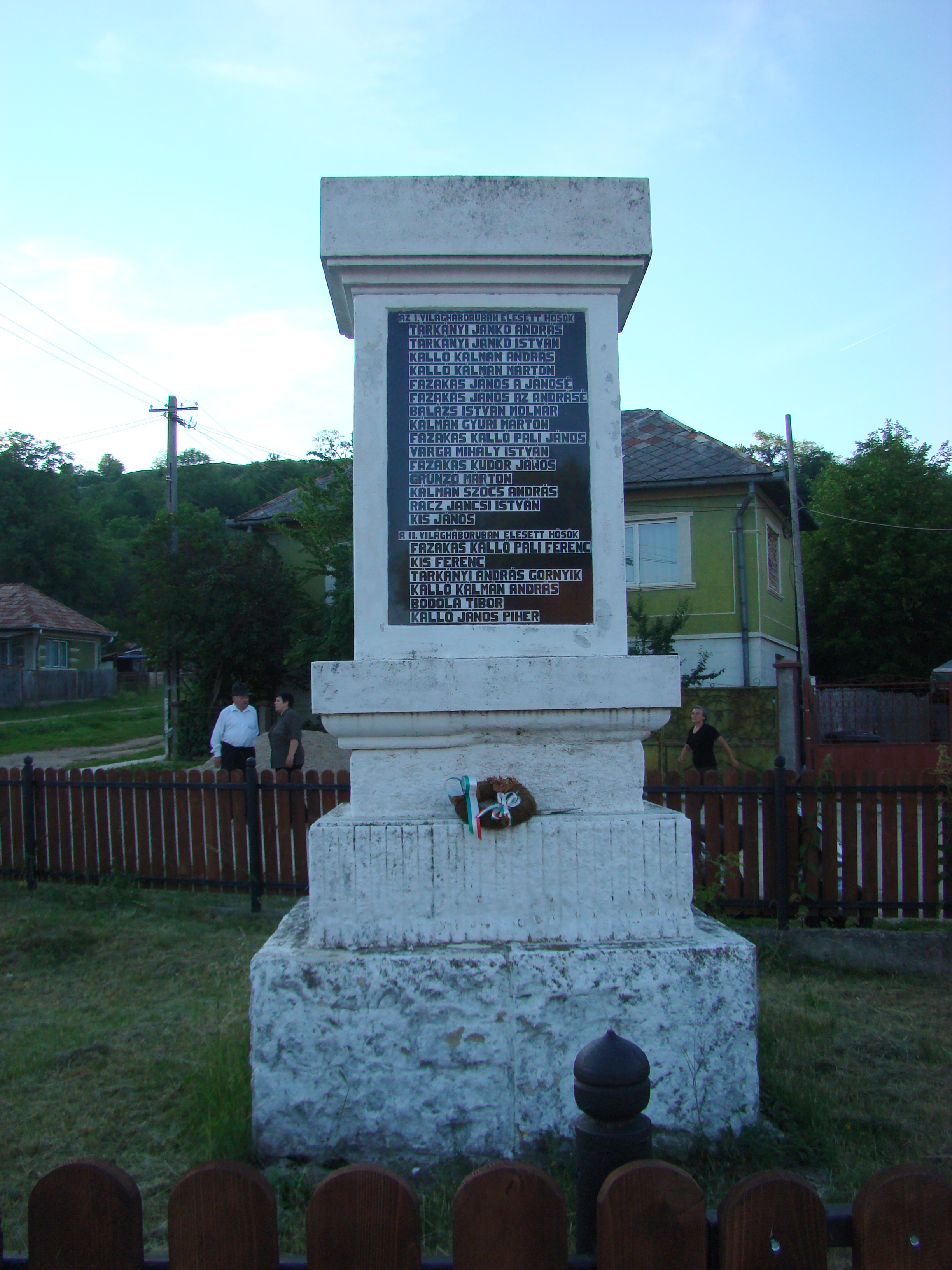
Monumentul Eroilor
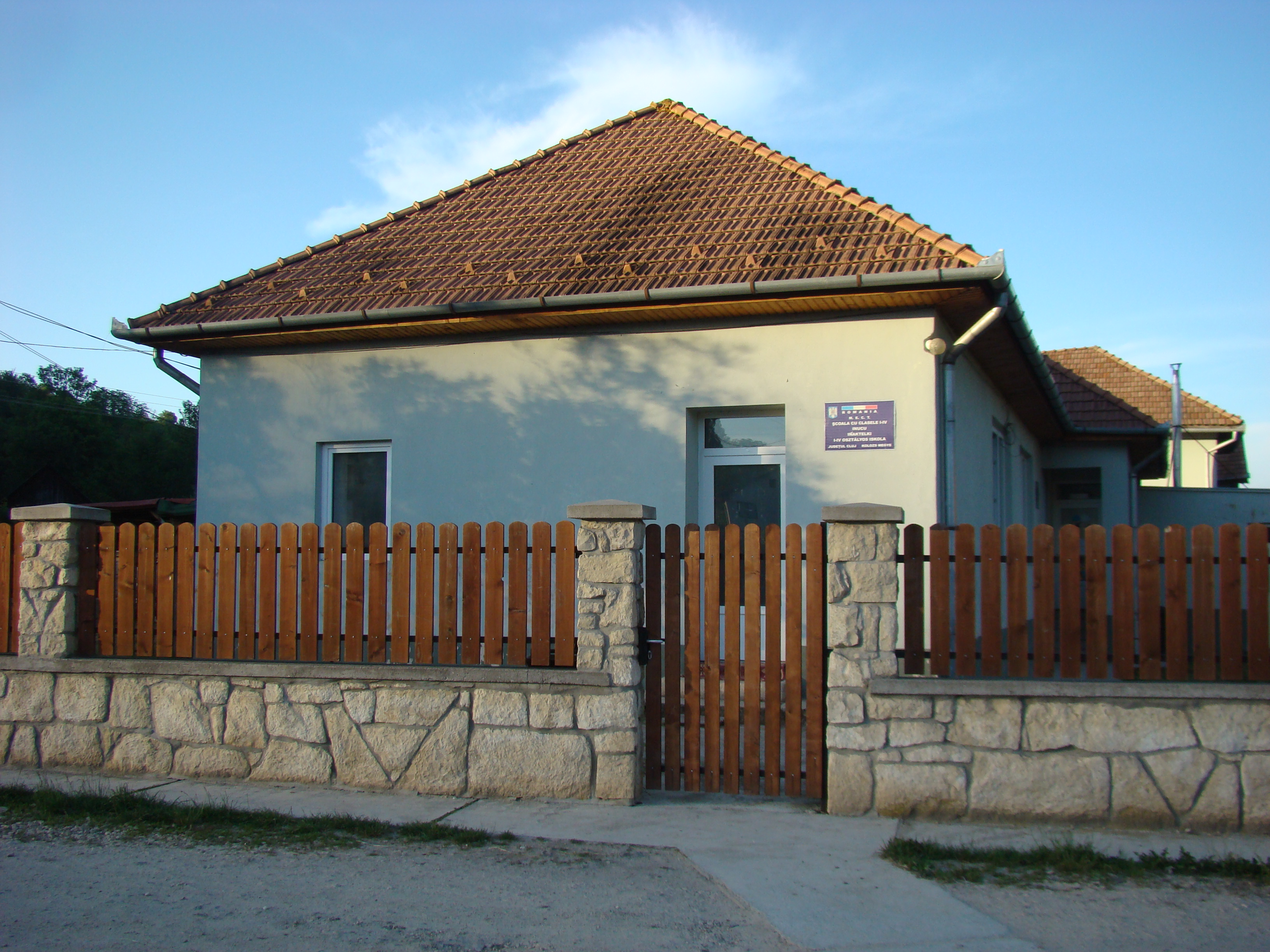
Școala primară
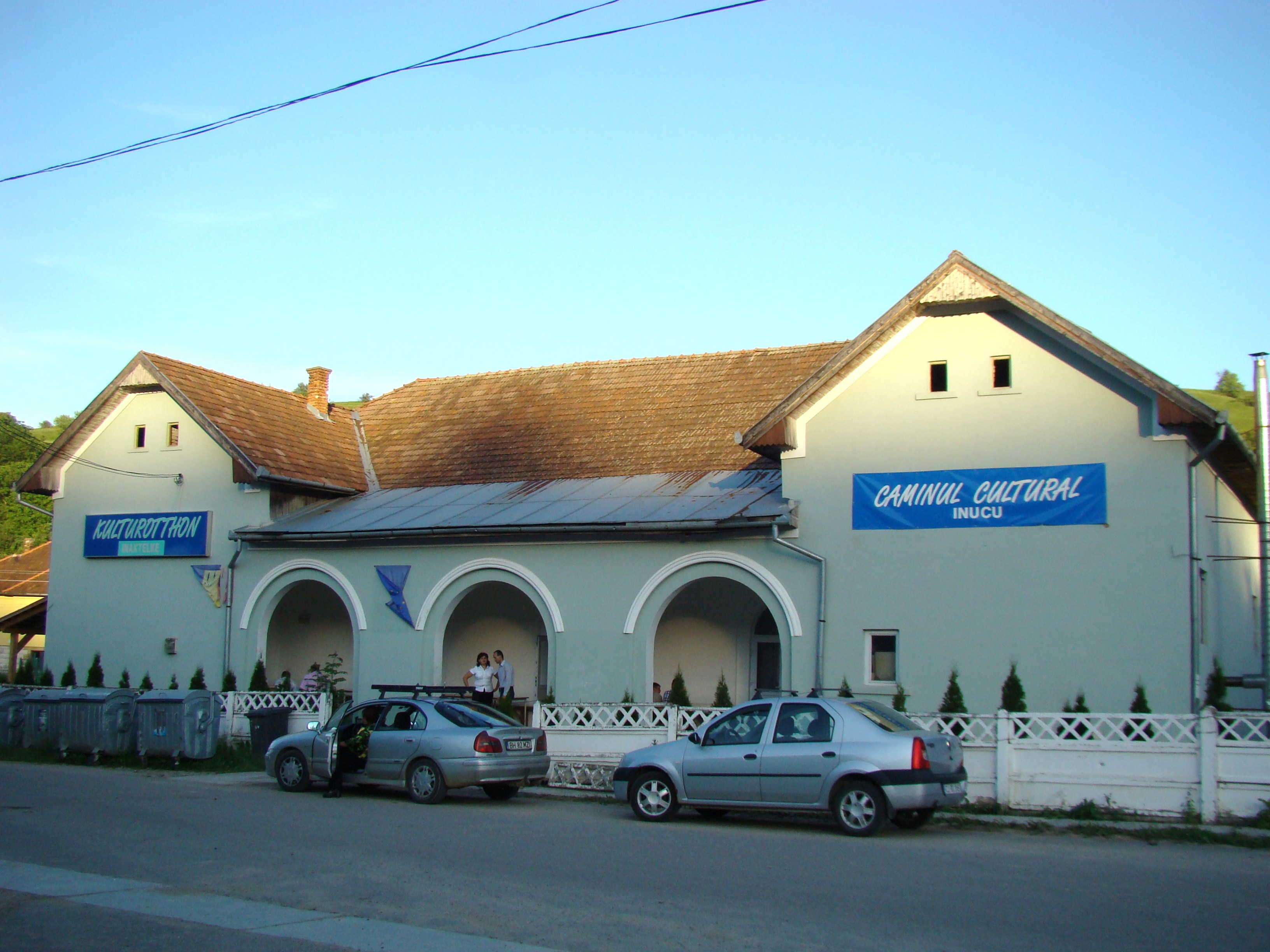
Căminul cultural
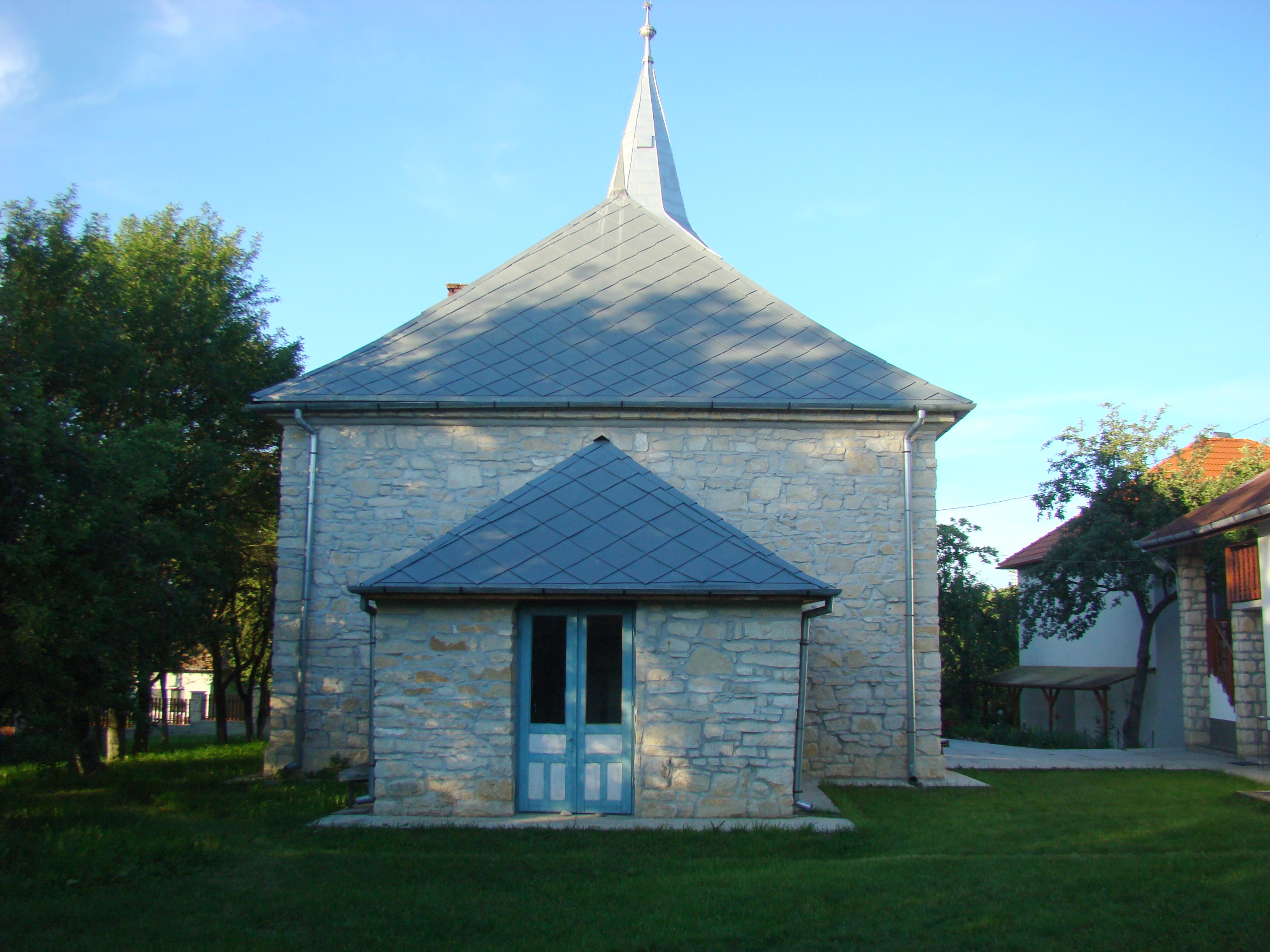
Biserica reformată
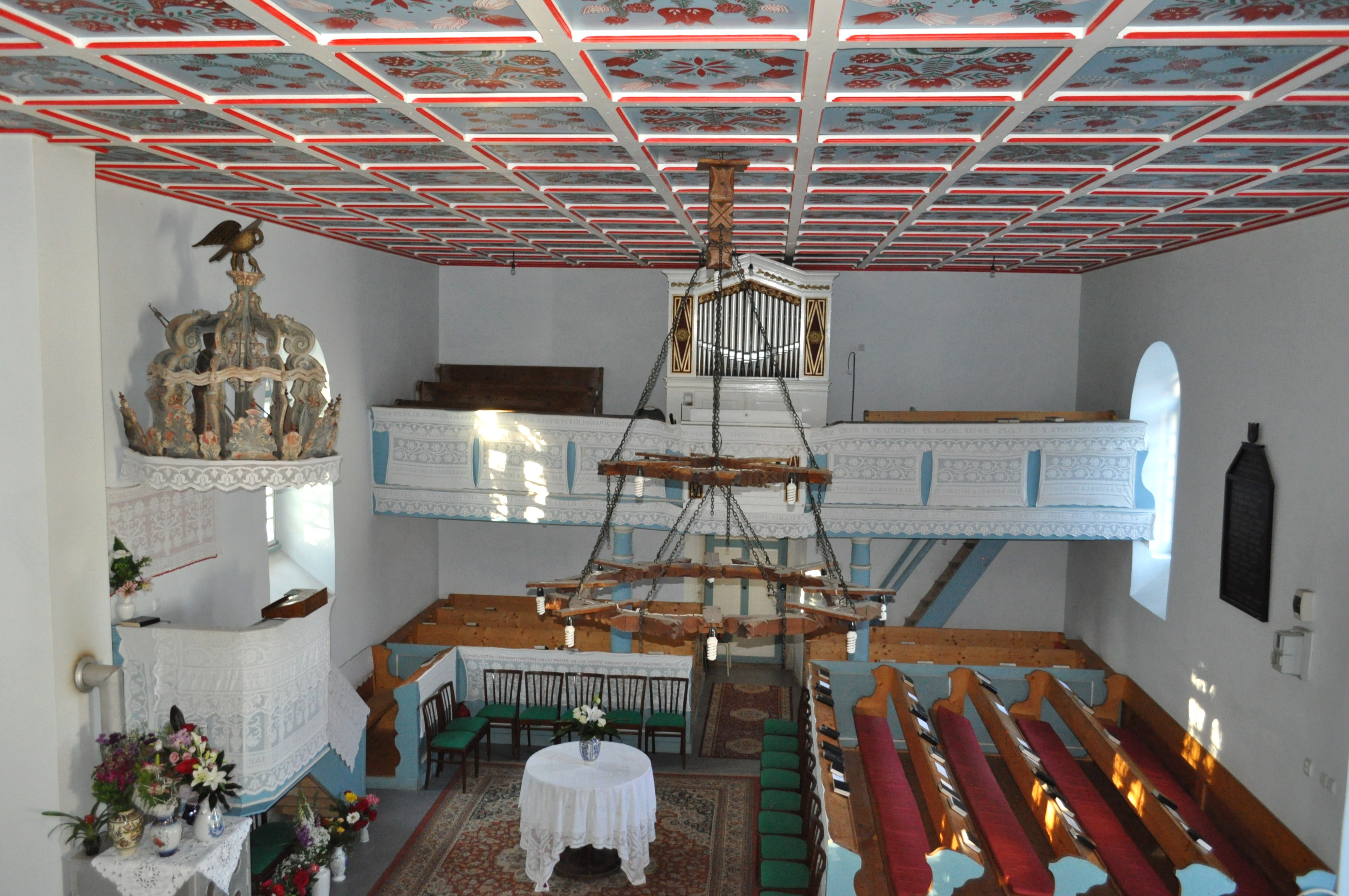
Biserica reformată (interior)
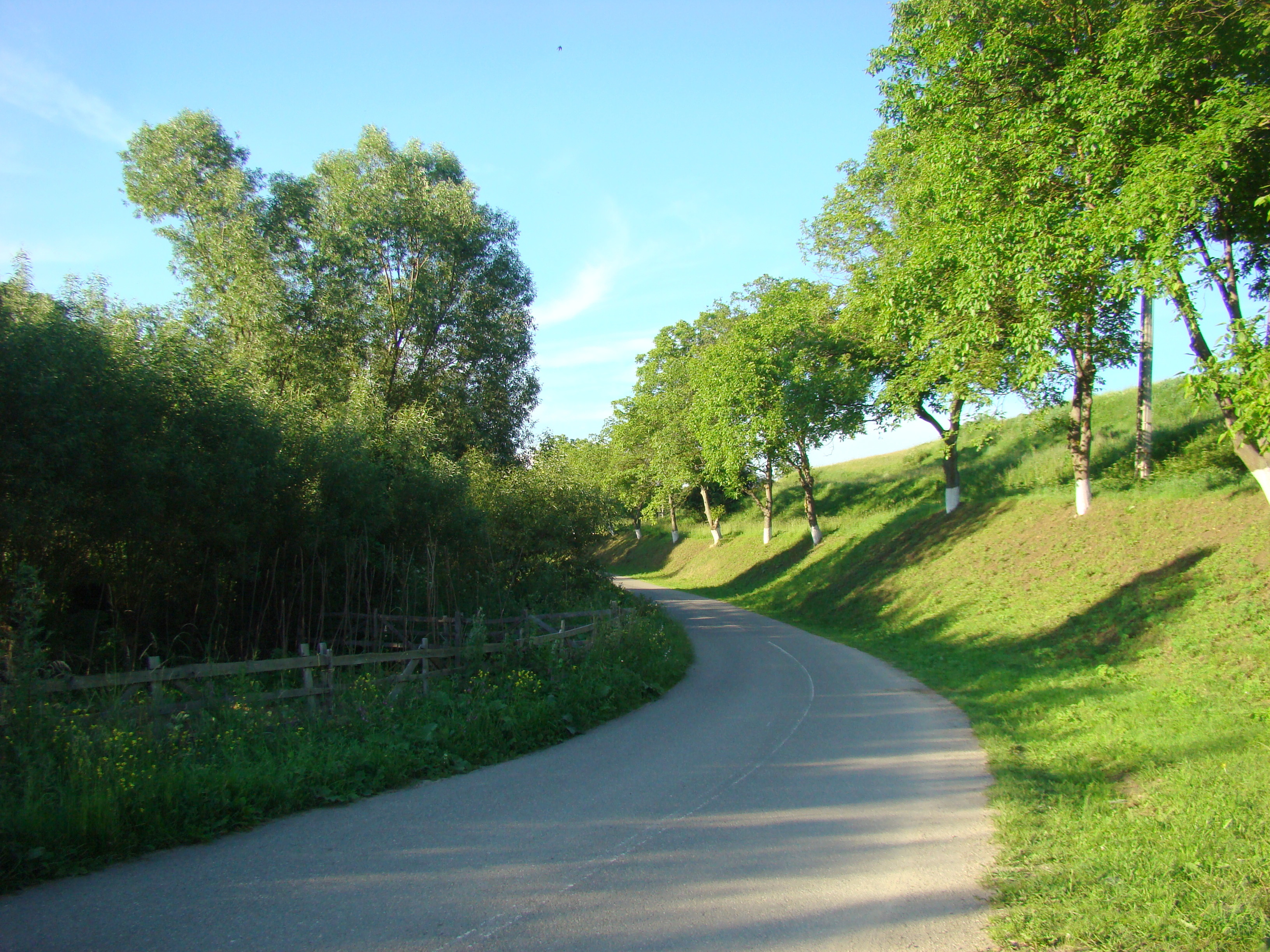
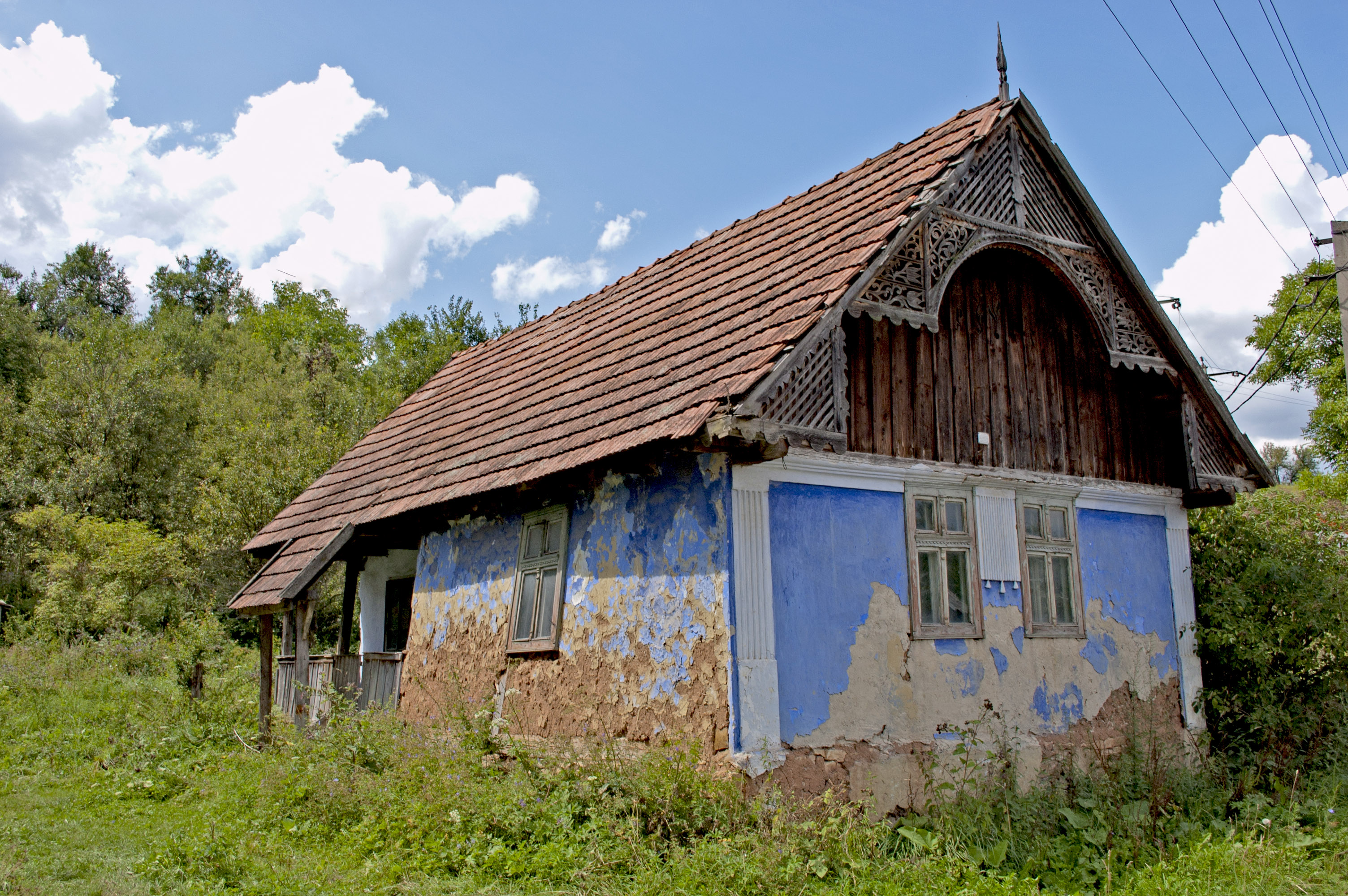

## Bibliografie

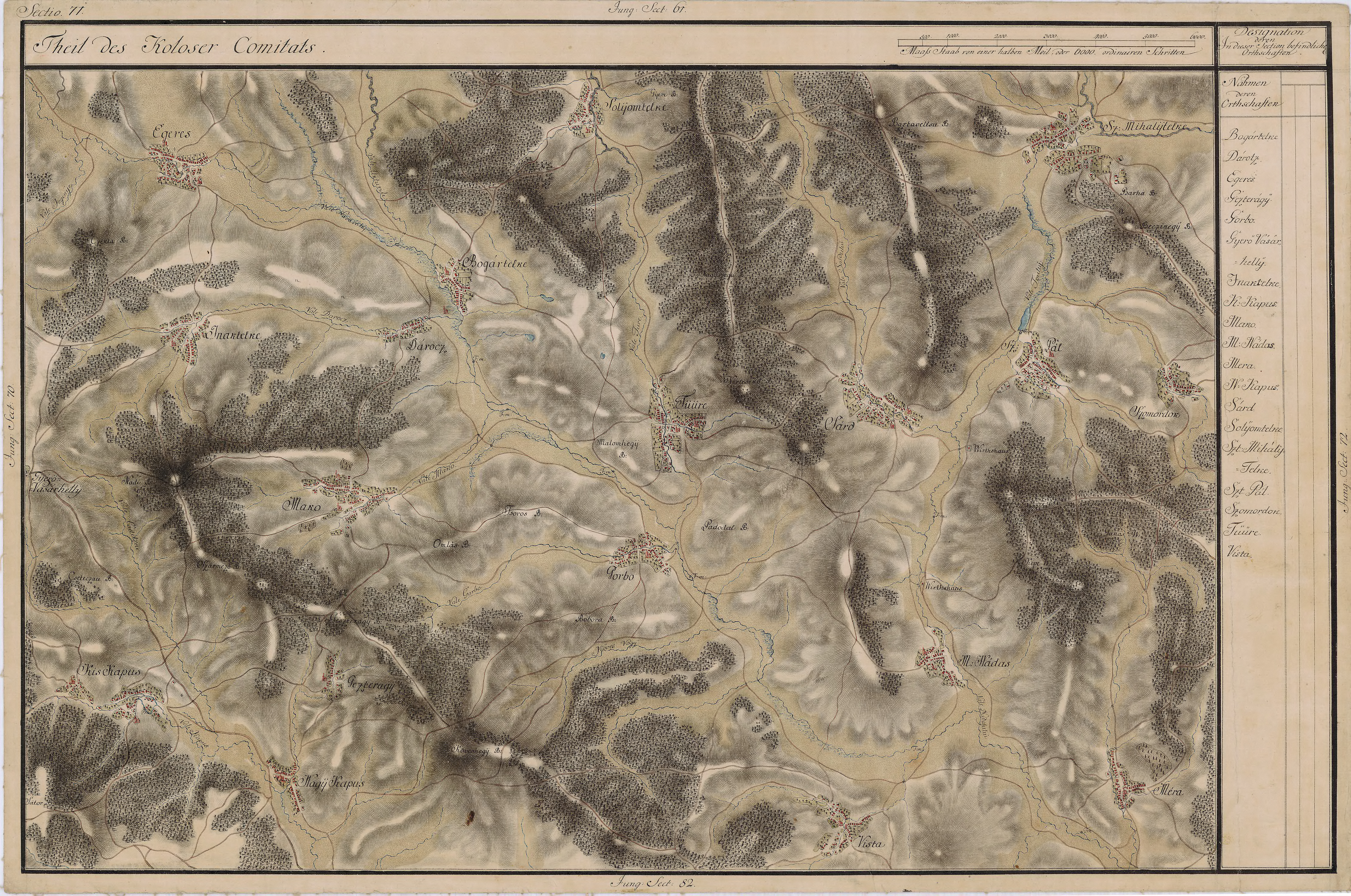
Inucu pe Harta Iosefină a Transilvaniei, 1769-1773